# ケイトリン・オズモンド
ケイトリン・オズモンド（英語: Kaetlyn Osmond、1995年12月5日 - ）は、カナダ出身の元フィギュアスケート選手（女子シングル）。
主な戦績は2018年平昌オリンピック銅メダリスト。2018年世界選手権優勝。2014年ソチオリンピック団体戦 銀メダリスト。
2018年平昌団体戦 金メダリスト。2017年グランプリファイナル3位。

## 経歴

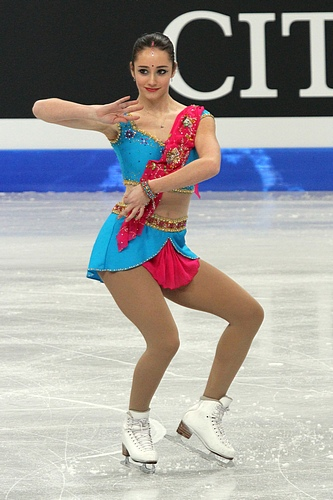
2012年世界ジュニア選手権

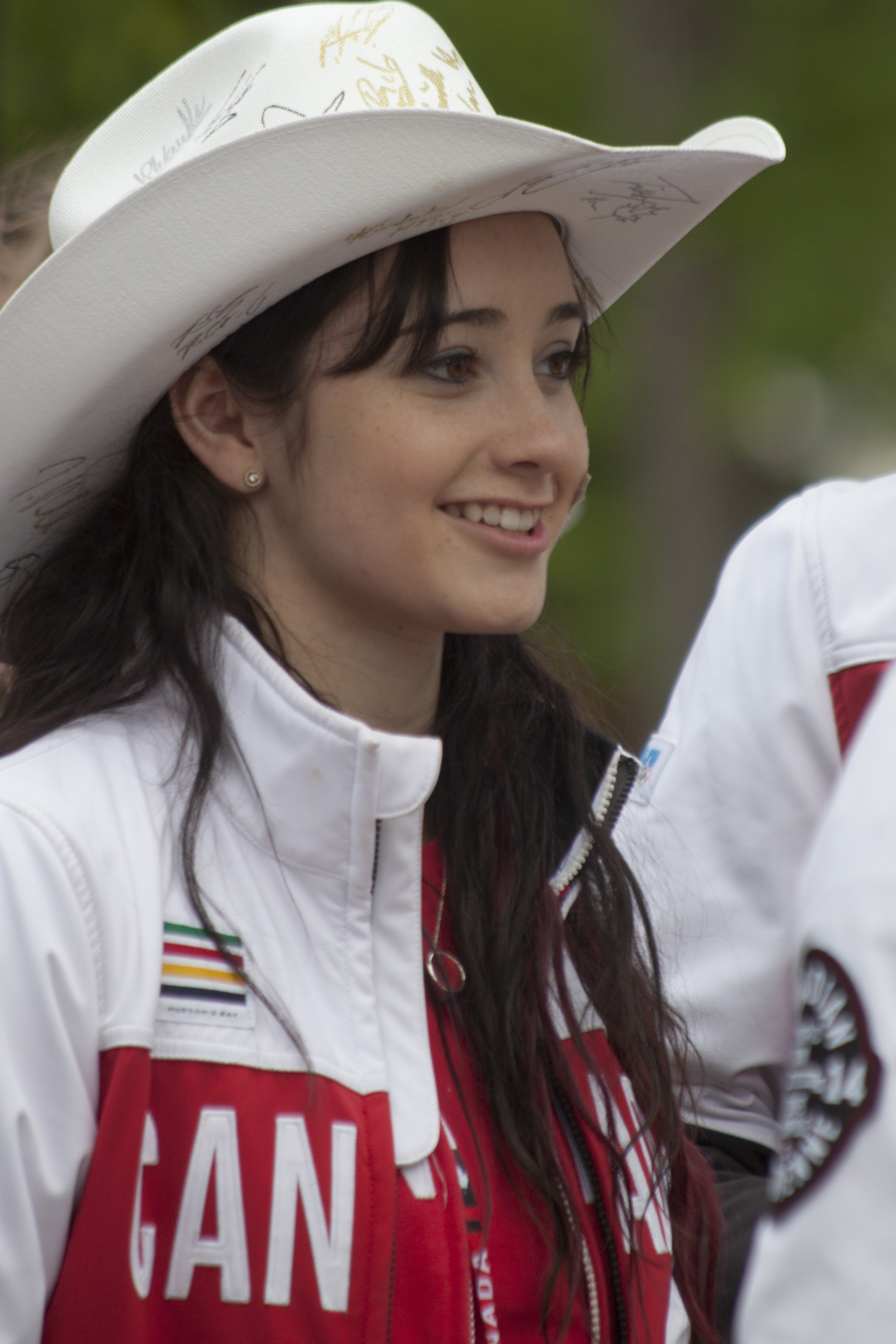
2014年

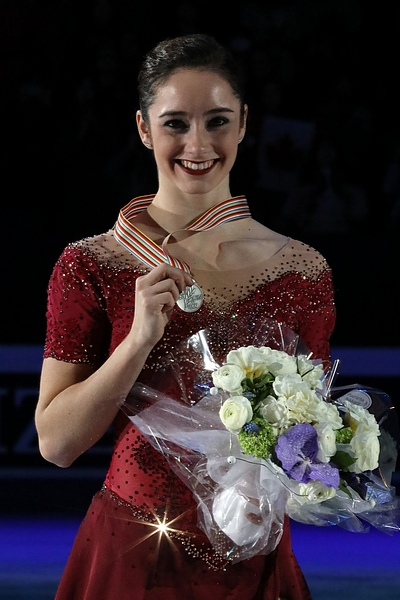
2017世界選手権

カナダ・アルバータ州エドモントン在住。1998年にスケートを始めた。
2012年のカナダ選手権でSPで首位に立ち、総合では3位に入った。世界ジュニア選手権は初出場で10位。
2012-2013シーズン、シニアクラスへ移行。ネーベルホルン杯、スケートカナダと連続優勝。カナダ選手権でも初優勝。初出場の世界選手権は8位に入った。
2013-2014シーズン、ストレス性の左足の怪我のために当初は欠場を予定していたスケートカナダに出場。SPでは5位につけるも、足の古傷の痛みが再発しFSは棄権した。ロステレコム杯はハムストリングの怪我のために欠場。カナダ選手権では2連覇。ソチオリンピックの団体戦ではSP、FSの両方に出場し銀メダルを獲得した。
2014-2015シーズン、新しいプログラムを振付けている途中に滑りのコースから外れ、他のスケーターのスケート靴のエッジを引っ掛けて転倒。右脚の腓骨を骨折し手術を行った。6週間の安静を要するためグランプリシリーズは欠場した。2015年1月には、負傷からの回復を優先させるためにシーズンの全ての試合を欠場することを発表した。
2015-2016シーズン、復帰戦のネーベルホルン杯で優勝。スケートカナダではFSで5度転倒をし11位に終わった。カナダ選手権では3位となり、世界選手権代表の座を逃した。
2016-2017シーズン、フィンランディア杯で優勝。スケートカナダでは、初めて200点台のスコアをマークし銀メダルを獲得した。続く中国杯でも銀メダルを獲得し、グランプリファイナルへの初進出を決めた。カナダ選手権ではISU非公認記録ながらもSPで81.01を叩き出し、3年ぶり3度目の優勝を果たした。その勢いで3度目の出場の四大陸選手権ではISU選手権大会初の表彰台が期待されたが、FSでは3度の転倒で結果4位に沈んだ。しかしシーズンの総決算となる世界選手権では銀メダルを獲得し、ジョアニー・ロシェット以来、8年ぶりに表彰台に立った。また、3位のガブリエル・デールマンと共に、カナダ女子史上初のダブル表彰台の快挙を達成した。
2017-2018シーズン、チャレンジャーシリーズのオータムクラシックにおいてFSのパーソナルベストを更新し優勝。
グランプリシリーズのスケートカナダではSP・FS1位で優勝。続くフランス杯ではSP1位で折り返すもFS4位で銅メダルを獲得しファイナル進出を決めた。グランプリファイナルではFSで転倒など失敗が相次ぎ5位に沈むも初の銅メダルを獲得した。なおグランプリシリーズにおいて、このシーズンを最後にカナダから女子シングルのメダリストが誕生していない。
平昌五輪では団体戦のカナダの金メダルに貢献し、個人では銅メダルを獲得。ミラノで開催された世界選手権ではSP4位からFS1位となって逆転し、カナダの女子シングルとしては1973年のカレン・マグヌセンの優勝以来となり45年ぶりの金メダル獲得となった。
2018年6月4日、グランプリシリーズの欠場を発表。8月21日には2018-2019シーズンすべての試合の欠場を発表した。
2019年5月2日、競技からの引退を発表した。

## 人物
趣味は読書と塗り絵。

## 技術・演技
アクセルを除く5種類の3回転ジャンプを跳ぶことができる。 2016-2017シーズンからは3F+3TをSP・FSともに構成している。ルッツジャンプを苦手としており、エッジエラー判定を受けることがある。
スピンは様々なバリエーションをもち、高く評価されている。また、緩急の付け方が優れている。

## 主な戦績
| 大会/年                | 2005-06 | 2006-07 | 2007-08 | 2008-09 | 2009-10 | 2010-11 | 2011-12 | 2012-13 | 2013-14 | 2015-16 | 2016-17 | 2017-18 |
| ---------------------- | ------- | ------- | ------- | ------- | ------- | ------- | ------- | ------- | ------- | ------- | ------- | ------- |
| 冬季オリンピック団体戦 |         |         |         |         |         |         |         |         | 2       |         |         | 1       |
| 冬季オリンピック       |         |         |         |         |         |         |         |         | 13      |         |         | 3       |
| 世界選手権             |         |         |         |         |         |         |         | 8       | 11      |         | 2       | 1       |
| 四大陸選手権           |         |         |         |         |         |         |         | 7       |         | 6       | 4       |         |
| 世界国別対抗戦         |         |         |         |         |         |         |         | T2 / P7 |         |         |         |         |
| カナダ選手権           | 1 Ju    | 5 Pn    | 3 Pn    | 1 N     | 3 J     | 6 J     | 3       | 1       | 1       | 3       | 1       | 2       |
| GPファイナル           |         |         |         |         |         |         |         |         |         |         | 4       | 3       |
| GP 中国杯              |         |         |         |         |         |         |         |         |         |         | 2       |         |
| GPスケートカナダ       |         |         |         |         |         |         |         | 1       | 棄権    | 11      | 2       | 1       |
| GP NHK杯               |         |         |         |         |         |         |         |         |         | 6       |         |         |
| GPフランス杯           |         |         |         |         |         |         |         |         |         |         |         | 3       |
| CSオータムクラシック   |         |         |         |         |         |         |         |         |         |         |         | 1       |
| CSフィンランディア杯   |         |         |         |         |         |         |         |         |         |         | 1       |         |
| CSネーベルホルン杯     |         |         |         |         |         |         |         | 1       |         | 1       |         |         |
| 世界Jr.選手権          |         |         |         |         |         |         | 10      |         |         |         |         |         |
| JGPチェコスケート      |         |         |         |         |         | 10      |         |         |         |         |         |         |
| JGP SBC杯              |         |         |         |         |         | 9       |         |         |         |         |         |         |

- Ju - ジュブナイルクラス
- Pn - プレノービスクラス
- N - ノービスクラス
- J - ジュニアクラス

### 詳細
| 2017-2018 シーズン    |                                                                |         |          |          |
| 開催日                | 大会名                                                         | SP      | FS       | 結果     |
| 2018年3月19日 - 25日  | 2018年世界フィギュアスケート選手権（ミラノ）                   | 4 72.73 | 1 150.50 | 1 223.23 |
| 2018年2月21日 - 23日  | 平昌オリンピック（平昌）                                       | 3 78.87 | 3 152.15 | 3 231.02 |
| 2018年2月9日 - 12日   | 平昌オリンピック 団体戦（平昌）                                | 3 71.33 | -        | 1 団体   |
| 2018年1月9日 - 15日   | カナダフィギュアスケート選手権（バンクーバー）                 | 2 71.41 | 2 147.32 | 2 218.73 |
| 2017年12月7日 - 10日  | 2017/2018 ISUグランプリファイナル（名古屋）                    | 1 77.04 | 5 138.12 | 3 215.16 |
| 2017年11月17日 - 19日 | ISUグランプリシリーズ フランス杯（グルノーブル）               | 1 69.05 | 4 137.72 | 3 206.77 |
| 2017年10月27日 - 29日 | ISUグランプリシリーズ スケートカナダ（レジャイナ）             | 1 76.06 | 1 136.85 | 1 212.91 |
| 2017年9月20日 - 23日  | ISUチャレンジャーシリーズ オータムクラシック（ピエールフォン） | 1 75.21 | 1 142.34 | 1 217.55 |
| 2017年8月17日 - 20日  | B.C サマースケート（バンクーバー）                             | 1 67.85 | 1 141.46 | 1 209.31 |

| 2016-2017 シーズン     |                                                          |         |          |          |
| 開催日                 | 大会名                                                   | SP      | FS       | 結果     |
| 2017年3月27日 - 4月2日 | 2017年世界フィギュアスケート選手権（ヘルシンキ）         | 2 75.98 | 2 142.15 | 2 218.13 |
| 2017年2月14日 - 19日   | 2017年四大陸フィギュアスケート選手権（江陵）             | 2 68.21 | 6 115.96 | 4 184.17 |
| 2017年1月16日 - 22日   | カナダフィギュアスケート選手権（オタワ）                 | 1 81.01 | 1 138.65 | 1 219.66 |
| 2016年12月8日 - 11日   | 2016/2017 ISUグランプリファイナル（マルセイユ）          | 2 75.54 | 4 136.91 | 4 212.45 |
| 2016年11月18日 - 20日  | ISUグランプリシリーズ 中国杯（北京）                     | 1 72.20 | 3 123.80 | 2 196.00 |
| 2016年10月28日 - 30日  | ISUグランプリシリーズ スケートカナダ（ミシサガ）         | 2 74.33 | 2 132.12 | 2 206.45 |
| 2016年10月6日 - 9日    | ISUチャレンジャーシリーズ フィンランディア杯（エスポー） | 1 64.73 | 1 122.54 | 1 187.27 |

| 2015-2016 シーズン       |                                                                  |          |          |           |
| 開催日                   | 大会名                                                           | SP       | FS       | 結果      |
| 2016年2月16日 - 21日     | 2016年四大陸フィギュアスケート選手権（台北）                     | 11 56.14 | 4 119.49 | 6 175.63  |
| 2016年1月18日 - 24日     | カナダフィギュアスケート選手権（ハリファックス）                 | 1 70.63  | 3 127.27 | 3 197.87  |
| 2015年11月27日 - 29日    | ISUグランプリシリーズ NHK杯（長野）                              | 8 57.07  | 7 111.41 | 6 168.48  |
| 2015年10月30日 - 11月1日 | ISUグランプリシリーズ スケートカナダ（レスブリッジ）             | 4 59.21  | 12 86.85 | 11 146.06 |
| 2015年9月23日 - 26日     | ISUチャレンジャーシリーズ ネーベルホルン杯（オーベルストドルフ） | 1 59.67  | 1 119.74 | 1 179.41  |

| 2013-2014 シーズン    |                                                      |          |           |           |
| 開催日                | 大会名                                               | SP       | FS        | 結果      |
| 2014年3月24日 - 30日  | 2014年世界フィギュアスケート選手権（さいたま）       | 8 62.92  | 13 107.72 | 11 170.64 |
| 2014年2月6日 - 22日   | ソチオリンピック（ソチ）                             | 13 56.18 | 13 112.80 | 13 168.98 |
| 2014年2月6日 - 22日   | ソチオリンピック 団体戦（ソチ）                      | 5 62.54  | 5 110.73  | 2 団体    |
| 2014年1月9日 - 15日   | カナダフィギュアスケート選手権（オタワ）             | 1 70.30  | 1 136.94  | 1 207.24  |
| 2013年10月25日 - 27日 | ISUグランプリシリーズ スケートカナダ（セントジョン） | 5 60.32  | -         | 棄権      |

| 2012-2013 シーズン    |                                                    |         |           |          |
| 開催日                | 大会名                                             | SP      | FS        | 結果     |
| 2013年4月11日 - 14日  | 2013年世界フィギュアスケート国別対抗戦（東京）     | 7 55.18 | 7 109.67  | 7 164.85 |
| 2013年3月10日 - 17日  | 2013年世界フィギュアスケート選手権（ロンドン）     | 4 64.73 | 10 112.09 | 8 176.82 |
| 2013年2月6日 - 11日   | 2013年四大陸フィギュアスケート選手権（大阪）       | 8 56.22 | 7 103.16  | 7 159.38 |
| 2013年1月13日 - 20日  | カナダフィギュアスケート選手権（ミシサガ）         | 1 70.04 | 1 131.30  | 1 201.34 |
| 2012年10月26日 - 28日 | ISUグランプリシリーズ スケートカナダ（ウィンザー） | 2 60.56 | 2 115.89  | 1 176.45 |
| 2012年9月27日 - 29日  | 2012年ネーベルホルン杯（オーベルストドルフ）       | 2 55.68 | 1 114.51  | 1 170.19 |

| 2011-2012 シーズン   |                                                        |         |         |          |           |
| 開催日               | 大会名                                                 | 予選    | SP      | FS       | 結果      |
| 2012年2月27日-3月4日 | 2012年世界ジュニアフィギュアスケート選手権（ミンスク） | 1 97.36 | 9 50.15 | 10 96.10 | 10 146.25 |
| 2012年1月16日-22日   | カナダフィギュアスケート選手権（モンクトン）           | -       | 1 56.94 | 4 98.53  | 3 155.47  |

| 2010-2011 シーズン    |                                                             |          |         |           |
| 開催日                | 大会名                                                      | SP       | FS      | 結果      |
| 2011年1月17日 - 23日  | カナダフィギュアスケート選手権 ジュニアクラス（ビクトリア） | 5 39.71  | 8 68.45 | 6 108.16  |
| 2010年10月13日 - 17日 | ISUジュニアグランプリ チェコスケート（オストラヴァ）        | 11 38.96 | 7 72.94 | 10 111.90 |
| 2010年9月22日 - 26日  | ISUジュニアグランプリ SBC杯（軽井沢）                       | 9 37.78  | 8 70.94 | 9 108.72  |

| 2009-2010 シーズン   |                                                           |         |         |          |
| 開催日               | 大会名                                                    | SP      | FS      | 結果     |
| 2010年1月11日 - 17日 | カナダフィギュアスケート選手権 ジュニアクラス（ロンドン） | 5 41.32 | 2 71.30 | 3 112.62 |

| 2008-2009 シーズン   |                                                             |         |         |         |
| 開催日               | 大会名                                                      | SP      | FS      | 結果    |
| 2009年2月11日 - 14日 | カナダフィギュアスケート選手権 ノービスクラス（カルガリー） | 1 36.00 | 1 55.82 | 1 91.82 |

| 2007-2008 シーズン     |                                                             |         |         |         |
| 開催日                 | 大会名                                                      | SP      | FS      | 結果    |
| 2008年1月30日 - 2月1日 | カナダフィギュアスケート選手権 プレノービスクラス（オタワ） | 4 30.35 | 4 50.73 | 3 81.08 |

| 2006-2007 シーズン     |                                                                   |         |         |         |
| 開催日                 | 大会名                                                            | SP      | FS      | 結果    |
| 2007年1月31日 - 2月3日 | カナダフィギュアスケート選手権 プレノービスクラス（ブランプトン） | 7 26.44 | 4 46.13 | 5 72.57 |

| 2005-2006 シーズン |                                                                 |    |         |      |
| 開催日             | 大会名                                                          | SP | FS      | 結果 |
| 2006年2月1日 - 4日 | カナダフィギュアスケート選手権 ジュブナイルクラス（モンクトン） | -  | 1 32.86 | 1    |

## プログラム使用曲
| シーズン  | SP | FS | EX                                                                                               |
| --------- | --- | --- | ------------------------------------------------------------------------------------------------ |
| 2017-2018 | パリの空の下 ミロール ボーカル：エディット・ピアフ 振付：ランス・ヴァイポンサマータイム 作曲：ジョージ・ガーシュウィン 振付：ランス・ヴァイポン | 映画『ブラック・スワン』より 作曲：クリント・マンセル 振付：ジェフリー・バトル | I Love It 曲：アイコナ・ポップ                                                                   |
| 2016-2017 | パリの空の下 ミロール ボーカル：エディット・ピアフ 振付：ランス・ヴァイポン                                                                     | Mimi Tells Her Story 歌劇『ラ・ボエーム』より 作曲：ジャコモ・プッチーニ 編曲：ケヴィン・ホッキング Sono Andati 歌劇『ラ・ボエーム』より 作曲：ジャコモ・プッチーニ 振付：ジェフリー・バトル | Wild Horses 曲：ナターシャ・ベディングフィールド                                                 |
| 2015-2016 | ラ・ヴィ・アン・ローズ ボーカル：シンディ・ローパー 振付：ランス・ヴァイポン                                                                    | ダンサリン by Julian Plaza オブビリオン 作曲：アストル・ピアソラ タンゲーラ 作曲：マリアーノ・モーレス 振付：パスカーレ・カメレンゴ                                                          | Human 曲：クリスティーナ・ペリーラヴフール ボーカル：ヘイリー・ラインハルト                      |
| 2014-2015 | ラ・ヴィ・アン・ローズ ボーカル：シンディ・ローパー 振付：ランス・ヴァイポン                                                                    | ダンサリン by Julian Plaza オブビリオン 作曲：アストル・ピアソラ タンゲーラ 作曲：マリアーノ・モーレス 振付：パスカーレ・カメレンゴ                                                          |                                                                                                  |
| 2013-2014 | ミュージカル『スイート・チャリティー』より Big Spender Rich Man's Frug 作曲：サイ・コールマン 振付：ランス・ヴァイポン                          | テーマ：クレオパトラ 7つのヴェールの踊り オペラ『サロメ』より 作曲：リヒャルト・シュトラウス サロメの踊り 作曲：ロージャ・ミクローシュ 振付：ランス・ヴァイポン                              | 虹の彼方に ボーカル：ジュエル                                                                    |
| 2012-2013 | マンボNo.8 グウェンドリーヌ 演奏：ペレス・プラード 振付：ランス・ヴァイポン                                                                     | カルメン 作曲：ジョルジュ・ビゼー 振付：ランス・ヴァイポン | Reach Hotel Nacional ボーカル：グロリア・エステファンキャンディマン 曲：クリスティーナ・アギレラ |
| 2011-2012 | Your Good Name 作曲：マイケル・ダナ ガネーシュ 作曲：A・R・ラフマーン                                                                           | 序奏とロンド・カプリチオーソ 作曲：カミーユ・サン＝サーンス | Your Good Name 作曲：マイケル・ダナ ガネーシュ 作曲：A.R.ラフマーン                              |
| 2010-2011 | ア・デイ・イン・ザ・ライフ 演奏：ジェフ・ベック                                                                                                 | ガリシア・フラメンコ アルハンブラの思い出 作曲：フランシスコ・タレガ、ジーノ・ダウリ |                                                                                                  |